# W Microscopii
W Microscopii är en pulserande variabel av Mira Ceti-typ  i stjärnbilden Mikroskopet.
Stjärnan varierar mellan visuell magnitud +10,3 och lägre än 15,5 med en period av 257,8 dygn.